# اییانو
اییانو دهستانی در استان آستوریاس اسپانیا است.
در این دهستان ۶۲۰ نفر زندگی می‌کنند. مساحت این دهستان ۱۰۲٫۷۰ کیلومتر مربع است.